# Campeonato Europeo de Triatlón de 1997
El XIII Campeonato Europeo de Triatlón se celebró en Vuokatti (Finlandia) el 5 de julio de 1997 bajo la organización de la Unión Europea de Triatlón (ETU) y la Federación Finlandesa de Triatlón.

## Resultados
| Evento    | Oro                                | Plata                                   | Bronce                                 |
| --------- | ---------------------------------- | --------------------------------------- | -------------------------------------- |
| Masculino | Spencer Smith Reino Unido 2:00:12  | Stephan Vuckovic · Alemania · 2:00:19   | José Miguel Barbany · España · 2:00:45 |
| Femenino  | Natascha Badmann · Suiza · 2:13:34 | Virginia Berasategui · España · 2:13:48 | Suzanne Nielsen Dinamarca 2:15:02      |

## Medallero
| Núm. | País        | Oro | Plata | Bronce | Total |
| ---- | ----------- | --- | ----- | ------ | ----- |
| 1    | Reino Unido | 1   | 0     | 0      | 1     |
| 1    | Suiza       | 1   | 0     | 0      | 1     |
| 3    | España      | 0   | 1     | 1      | 2     |
| 4    | Alemania    | 0   | 1     | 0      | 1     |
| 5    | Dinamarca   | 0   | 0     | 1      | 1     |
|      | TOTAL       | 2   | 2     | 2      | 6     |